# Виа дель Маре
«Виа дель Маре» (итал. Stadio Via del Mare) — многоцелевой стадион в Лечче, Италия. В основном он используется для футбольных матчей и является домашним стадионом Лечче. Стадион был построен в 1966 году и имеет 31 533 посадочных мест. Своё название он получил благодаря улице, ведущей к морю.

## История
Первым матчем, проведенным на Виа дель Маре, стала товарищеская игра Лечче против московского Спартака 11 сентября 1966 года. Матч завершился со счетом 1-1, его посетили 13 000 зрителей. 2 октября того же года здесь состоялся первый поединок итальянских клубов — апулийское дерби между Лечче и Таранто. Лечче победил 1-0, на игре присутствовали 25 000 болельщиков.
Первоначально на стадионе было 16 000 мест. С 1976 года, после расширения, он стал вмещать до 20 500 человек.
После первого в истории выхода Лечче в Серию А в 1985 году стадион был практически полностью реконструирован и модернизирован под руководством Костантино Роцци. Число мест достигло 55 000. Были перестроены обе трибуны за воротами, где располагались организованные группы фанов: Северная (сейчас её занимает группировка «Ультра Лечче») и Южная (группировка «Джовенту»). Кроме того, были реконструированы Центральная и Боковая трибуны, а также созданы VIP-сектора и Восточная трибуна, которая осталась в неизменном виде вплоть до сегодняшнего дня. Впоследствии из соображений безопасности часть Южной трибуны, граничащая с гостевым сектором, была закрыта. В настоящее время число мест на стадионе составляет 33 876.
Кресла окрашены в красный и жёлтый цвета (домашние цвета команды); на Восточной трибуне они образуют надпись «U.S. Lecce». После практически полной реконструкции Виа дель Маре был, наряду со стадионом Фриули в Удине, единственной ареной, полностью готовой к чемпионату мира в Италии 1990 года. Несмотря на это, в Апулии право проводить матчи мундиаля досталось стадиону Сан-Никола в Бари.
В 1994 году на Виа дель Маре состоялось выступление Папы Римского Иоанна Павла II.
1 ноября 2007 года во время тренировки команды «Лечче» на стадионе от удара молнии погиб работник клуба Антонио Де Джорджи. Тренер Джузеппе Пападопуло, спортивный директор Гвидо Анджелоцци и игрок Элвис Аббрускато, находившиеся рядом, чудом остались невредимыми.
Постановлением городского совета Лечче стадион назван в честь мэра Этторе Джардиньеро, который дал «зеленый свет» его реконструкции.
В сезоне 2009/10 на Виа дель Маре проводил свои домашние матчи дебютант Серии В Галлиполи, однако, вылетев по окончании сезона в Серию C1, команда вновь стала проводить домашние поединки на своем стадионе Антонио Бьянко в Галлиполи.